# خورشیدگرفتگی ۲۵ اکتبر ۲۰۲۲
خورشیدگرفتگی ۲۵ اکتبر ۲۰۲۲ (به انگلیسی: Solar eclipse of October 25, 2022) یک خورشیدگرفتگی از نوع خورشیدگرفتگی جزئی است. این خورشیدگرفتگی در تاریخ ۲۵ اکتبر ۲۰۲۲ میلادی (‎۳ آبان ۱۴۰۱ خورشیدی) روی داد که زمان اوج آن، ساعت ۱۱:۰۱:۲۰ به‌وقت ساعت هماهنگ جهانی است.
این گرفت قابل رویت در تمام پهنهٔ ایران، این گرفتی جزئی در ساعت ۱۳:۴۱ در تهران شروع شد و اوج آن ۱۴:۵۸ است. در این زمان ماه ۵۵ درصد از قرص خورشید را پوشاند و گرفت در ۱۶:۰۹ تمام شد. گرفت در شمال شرق کشور در حدود ۶۲ درصد و در جنوب شرق در حدود ۳۹ درصد است. این گرفت در نیمهٔ غربی آسیا، مناطقی از شمال شرق آفریقا و بیشتر نقاط اروپا به صورت جزئی دیده شد.